# ルイージ・ドゥランド・デ・ラ・ペンネ (駆逐艦)
ルイージ・ドゥランド・デ・ラ・ペンネ（イタリア語: Luigi Durand de la Penne, D 560）は、イタリア海軍のデ・ラ・ペンネ級駆逐艦1番艦。艦名は第二次世界大戦期から冷戦期にかけての海軍軍人で、第10潜水戦隊「デチマ・マス」の一員でアレクサンドリア港攻撃で活躍したルイージ・ドゥランド・デ・ラ・ペンネ中将に由来する。

## 艦歴
「ルイージ・ドゥランド・デ・ラ・ペンネ」は、フィンカンティエリリヴァ・トリゴソ造船所で1988年に起工し、1989年10月20日にアニモーソ（Animoso）と命名され進水、1992年6月にルイージ・ドゥランド・デ・ラ・ペンネに改名され、1993年3月18日に就役する。
1996年7月12日から1997年4月4日まで「F584 ベルサリエーレ」と共にターラント海軍基地を出港し世界一周航海に出る。全行程46,000海里におよび、23ヵ国35の港に寄港した。
2002年2月11日から同年6月17日までアラビア海にて不朽の自由作戦に参加する。
2006年夏にレバノンのベイルートから避難する民間人をキプロス島ラルナカまで輸送する任務に（ミモザ06作戦）「L9892 サン・ジョルジョ」、「L9893 サン・マルコ」、「F574 アリセオ」と共に従事する。
その後「デ・ラ・ペンネ」はNATO即応部隊（NRF）を構成する第2常設NATO海洋グループ（SNMG2）に属し、南ヨーロッパ海域にてトルコ海軍「F-496 ゴコーヴァ」、ギリシャ海軍「F462 コンドゥリオティス」、イギリス海軍「F-82 サマセット」、アメリカ合衆国海軍「DDG-66 ゴンザレス」と共に任務に就いた。
31年間の運用後、2024年10月1日に航空母艦「C551 ジュゼッペ・ガリバルディ」と共に退役した。